# Конончук Сергій Пилипович
Конончук Сергій Пилипович (*29 травня 1912, Київ — †вересень 1941) — український графік, художник-аніматор, книжковий ілюстратор.
Початком творчої діяльності С. Конончука можна вважати 1927 рік, коли він став учасником виставки самодіяльних художників. Справжньою подією для молодого автора була друга виставка самодіяльних митців 1929 року, що відбулася в Києві, а згодом — у Харкові. На міжнародну виставку в Париж було відібрано 8 його творів. Та, на жаль, під час повернення до Києва вони загубилися.
Творчість С. Конончука розвивалася в різних галузях графічного мистецтва, але найбільше — у рисунках та книжковій графіці.
Брав участь на студії «Українфільм» у створенні мультфільмів: «Тук-Тук та його приятель Жук», «Зарозуміле курча».
У липні 1941 року С. Конончук став учасником Другої світової війни та вже у вересні того ж року загинув у боях за батьківщину.

## Біографічні відомості
С. Конончук народився 29 травня 1912 року в Києві. Його батько — родом із Волині — працював поштарем, мати — селянка з Чернігівщини — була домашньою господаркою. («Портрет матері художника»).
Художні здібності та мистецький талант проявилися у Сергія ще в ранньому дитинстві, формування його як художника розпочалося під час навчання (1921—1928) у трудовій школі № 61 імені І.Франка — одній із найкращих експериментальних шкіл міста. Директором навчального закладу був Г. Костюк, згодом учений-психолог, викладачами російської, української мов та літератур — письменник С. Васильченко та поетеса О. Журлива, вчителем рисунка та живопису — М. Рокицький (тоді студент Київського художнього інституту, учень М. Бойчука, згодом — монументаліст). У 1928 році Сергій закінчив семирічку і вступив до художньо-індустріальної профшколи на графічний факультет. Тут він зустрівся з українськими художниками. Г. Пустовійт вів курс книжкової графіки та літографії, К. Єлева — рисунок, К. Трохименко викладав малярство та акварель.
Проте С. Конончук не обмежувався вузькопрофесійною підготовкою, він виявляв винятковий інтерес до творчості Ф. Кричевського, С. Васильківського, М. Пимоненка.

## Творча діяльність

«Кіт», 1937, Туш, перо

Початком творчої діяльності С. Конончука можна вважати 1927 рік, коли він став учасником виставки самодіяльних художників. Справжньою подією для молодого автора була друга виставка самодіяльних митців 1929 року, що відбулася в Києві, а згодом — у Харкові. «Літературна газета» від 1 вересня 1929 року писала: «…Серед інших особливу увагу слід звернути на чудову графіку (книжкові обкладинки, ілюстрації, екслібриси) С. Конончука». Позитивно відгукнулася і «Комсомольська правда» (31 жовтня 1929 р.): «…серед учнівських робіт, копій, несмаку та просто мазні можна віднайти зразки найтоншого художнього смаку, чудові твори, які зробили б честь не одному визнаному майстрові. Такі деякі твори пейзажиста Брегмана, металіста Красовського, така чудова українська графіка Конончука…»
На міжнародну виставку в Париж було відібрано 8 його творів. Та, на жаль, під час повернення до Києва вони загубилися. Журі цієї виставки видало художникові диплом (газета «Киевский пролетарий», 18 вересня 1929). У цей час С. Конончук отримує замовлення на оформлення дитячих книжок у видавництві «Культура» та бере участь в оформленні журналу «Семафор» (орган студентських колективів художніх та планово-статистичних профшкіл). У 1931 році він працює художником-мультиплікатором на Київській кінофабриці «Українфільм» (тепер кіностудія імені
О.Довженка),

Кадри з мультфільму «Тук-Тук та його приятель Жук». 1935
Сергій Конончук за роботою в мультиплікаційному цеху

де разом з художниками І. Клебановим та Л. Крюковим бере участь у створенні мультфільму «Тук-тук та його приятель Жук» та у постановці фільму «Зарозуміле курча». Протягом 1940 року С. Конончук працював на студії кінохроніки.
Творчість С.Конончука розвивалася в різних галузях графічного мистецтва, але найбільше талант художника встиг проявитися в рисунках та книжковій графіці.

«Дощ, дощ, дощ…», 1934, Туш, пензель

Для пейзажних рисунків він обирав невибагливі мотиви, фіксував улюблені й близькі йому куточки природи — будинки в оточенні дерев, міські околиці, вулички, що потопали у зелені садів. Скромні за сюжетами, вони приваблюють умінням художника проникати в життя природи. Засоби художньої виразності у С. Конончука завжди ретельно відібрані, він продумує кожну лінію, кожен штрих олівця чи пензля. Такий метод роботи ґрунтується не стільки на емоційно-образному сприйнятті натури, скільки на її вдумливому вивченні.
Особливу увагу приділяв Сергій Пилипович темі рідного міста. Ці рисунки ніби створюють серію, де головними «героями» стають куточки двориків, тихих вулиць («Київ. Глибочиця», 1931 р.; «Київ. Вулиця Артема», 1934 р. Художник зумів відчути й передати тонкий, мінливий стан природи, сповнити її людським теплом. Варіюючи різними технічними прийомами — умілим розміщенням плям, штрихів, ліній,— він передає не лише замкнений у собі об'єм, але й пластичний простір.

Сергій Конончук. "Київ. Глибочицький провулок". 1931. Туш, пензель
Сергій Конончук. "Околиця Києва". 1933. Туш, перо, пензель
Сергій Конончук. "Київ. Дорога на Татарській вулиці". 1929. Туш, пензель
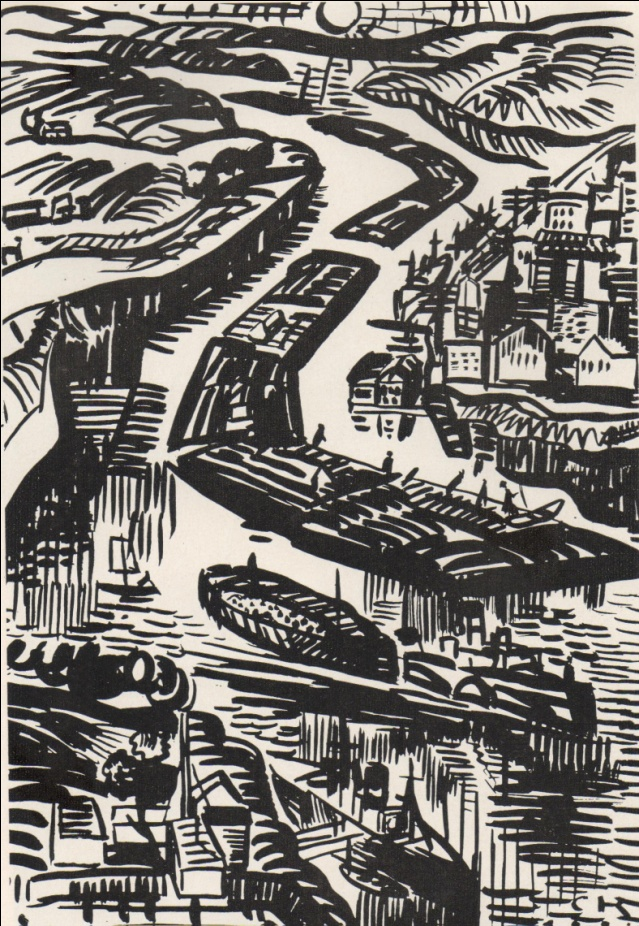
Сергій Конончук. "На Дніпрі". 1931. Туш, пензель

Теплотою, ліричним звучанням приваблюють натюрморти С. Конончука («Дощ, дощ, дощ…», 1934 р.); «Букет на день народження Ніли», «Натюрморт з книгою Данте», обидва 1937 р.).
У 1937 році художник мешкав у Самарканді. Період його перебування там був короткий, та С. Конончук зумів відчути й показати велич природи та архітектури Середньої Азії, колорит цього сонячного краю («Самарканд. Вид на гробницю Тамерлана», «Будинок у Самарканді», «Самарканд. Вулиця Бакшамаль»), митцеві вдалося в цих рисунках передати тонкий, мінливий стан природи, сповнити її людським теплом, надати творам ліричного звучання. Увага до деталей змінюється узагальненням, умінням передати їх натяком — ледь помітними рухами олівця чи пера.
Приваблюють увагу також майстерно виконані рисунки інтер'єрів С.Конончука. У них простір будується продумано, ненав'язливо, виявляється неабиякий такт у використанні засобів виразності.
С. Конончук дуже любив зображувати квіти, листя, комах («Півонії і тютюн», 1935 р.; «Нарцис», 1938 р.; «Бабки», 1936 р.; «Комашки, мухи, бджоли», 1936 р.). Любовно, пильно вдивляючись у природу, він намагався вивчати натуру, передавати її особливості й красу.
Значна сторінка творчої біографії С. Конончука — оформлення та ілюстрації до літературних творів. На тематичне спрямування його книжкової графіки вплинуло співробітництво з видавництвами «Культура», «Мистецтво», «Молодий більшовик», Дитвидав ЦК ЛКСМУ, Держлітвидав, Укрдержнацменвидав.
У 20—30-ті роки перед майстрами книжкової графіки стояли важливі завдання: створення художніх та стилістичних принципів оформлення радянської книги, які мали бути відмінними від декоративної графіки «Мира искусства» та від масової міщанської продукції кінця XIX — початку XX століття. Велися пошуки відповідності ідейно-образної та стилістичної структури книги новому характерові суспільного ладу та побуту. Передові майстри, використовуючи усі елементи оформлення (обкладинки, ілюстрації, заставки, кінцівки), прагнули до комплексного вирішення книги як єдиного, цілісного організму.
С.Конончук, сприйнявши найкращі традиції мистецтва 20—30-х років, створив власний метод книжкового оформлення, віднайшовши строгий і ясний реалістичний стиль, де декоративні тенденції не переважають над образотворчим осягненням художнього змісту літературного твору. Він ілюстрував видання для дітей, оформляв твори української, російської та західноєвропейської класики.
Дитячих книжок, проілюстрованих С. Конончуком, небагато, але всі вони задумані та побудовані з урахуванням особливостей дитячого сприйняття. Безперечно, вдалі ілюстрації до української народної казки «Колобок» (1929 р.).

Сергій Конончук. Ілюстрація до української народної казки «Колобок». 1929. Туш, гуаш, пензель
Сергій Конончук. Ілюстрації до української народної казки «Колобок». 1929. Туш, гуаш, пензель

Художник виконав ряд цікавих та виразних ілюстрацій, які не лише збагачують книжку конкретними образами персонажів, але й допомагають створити у читача психологічну настроєність і запам'ятовуються йому.
Оформлення цієї книжки складається з обкладинки, сторінкових ілюстрацій, кінцівки, що виконані за допомогою контурної лінії та м'якого локального розфарбування гуашшю. Для характеристики сюжетної ситуації автор використовує елементи народного побуту, не втрачаючи, однак, тієї міри умовності, яка надає його ілюстраціям казкового характеру. Саме в цьому секрет емоційного впливу ілюстрацій. За принципами виразності й пластичної змістовності їх можна поставити в ряд значних творів української книжкової графіки 30-х років.
У цей саме період С. Конончук створює обкладинку до літературного журналу «Семафор» та ілюстрацію до «Азбуки» (літера «В». Додаток 1.26). Тут наочно проявився вплив мистецтва Г. Нарбута — інтерес до орнаментальних мотивів, барочних завитків, трикутників, елементів народної вишивки. Проте С. Конончук ніколи не копіював тих чи інших графічних прийомів Г. Нарбута, а творчо, зі справжнім розумінням стилістичної будови літературного твору сприйняв особливості його мистецтва.
Протягом 1930 — 1931 років в оформленні С. Конончука вийшли дитячі книжки «Тетянчин їжак» Н.Клейменової, «Як ми працювали» А.Волковича, «Як звірів ловили» Н. Дірш та англійська казка «Червона курочка». В роботі над ними художник виходив із принципів розуміння книжки як єдиного декоративно-графічного організму, де всі елементи оформлення ритмічно й стилістично взаємопов'язані. Ілюстрації побудовані на контрасті узагальненої форми зображення і конкретних пророблених деталей, що є результатом безпосереднього вивчення натури.
Спираючись на традиції книжкової графіки 20—30-х років, С. Конончук виконує ілюстрації до книжки «Плутанина» (1940 р.) К. Чуковського. Йдучи за принципом «розважаючи — повчати», а «повчаючи — розважати», він створює барвисті графічні образи, поетично перетворює реальну природу. І у дитини, що читає й розглядає книжку, зображення зливається з літературною розповіддю в єдине ціле.
Захоплено працював митець і над екслібрисами. У Сергія Пилиповича це — не лише книжковий знак, а й своєрідний портрет господаря книжки, відбиття його інтересів, смаків, уподобань. Досягав цього автор за допомогою символів, алегорій, а також зображуючи різні предмети, постаті. Очевидно, таке сполучення зображальних елементів асоціювалося з авторським сприйняттям навколишнього світу. Виразно трактовані екслібриси Н. Радзієвської, К. Юкельсон, Ю. Палійчука.

## Шлях до визнання творчості
Сергій Пилипович Конончук пропав безвісти в перші місяці війни, у вересні 41-го року. Тож трапилось так, що в повоєнному художньому процесі твори його не функціонували. Його імені немає ні в шеститомній «Історії українського мистецтва», ані в словнику «Художників України». Бібліографічний словник у 5-ти томах «Українські письменники» інформував лишень, що в 1937 році казка Олеся Донченка «Війна на вгороді» вийшла в світ з кольоровими ілюстраціями Конончука].
Так би воно й лишилося. Мабуть не в одного загиблого поета згоріли під час війни вірші, не в одного художника загинули картини. Конончукові пощастило: він мав сестру. Вона виконала останнє бажання свого брата — зберегла все: обкладинки, ілюстрації, альбоми з ескізами. «Папки з роботами Сергія — єдине, що я рятувала із нашого довоєнного життя, бо носила їх із собою у спеціально зшитій торбині. Те ж, що лишилось вдома, — було пограбоване; загинула і бібліотека, яку брат так любовно збирав і якою дуже дорожив. Загинула в блокадному Ленінграді й наша сестра Таїсія…» — напише згодом Ніла Конончук.

Сергій Конончук. Ілюстрація до «Азбуки». Літера «В». 1929. Туш, гуаш

Твори митця в 1960 році вперше побачив художник Володимир Голованов. Він захопився ними. Разом з колегою Миколою Прокопенком відібрав найцікавіші речі, приніс їх на графічну секцію спілки художників. Ці твори справили справжній фурор. Художники одностайно ухвалили: бути виставці! — Так воскрес Сергій Конончук.
1970 року, вийшовши на пенсію, Неоніла Пилипівна звернулася з заявою до Київської організації Спілки художників УРСР — просила прислати комісію, яка б висловилася з приводу майбутньої виставки. Художники відгукнулись не зразу: не вірили, щоб у хлопця, що загинув 29-літнім, набралося достатньо зрілих робіт. По довгих умовляннях і наполяганнях офіційна комісія з секції графіки все-таки прийшла і просто була приголомшена і кількістю, і досконалістю збережених робіт: «Який майстер!» І питання про персональну виставку саме собою розв'язалося. Це було 1970 року. Але минуло ще довгих десять років, поки відбиралися й «утрясалися» роботи, поки укладався і друкувався каталог [17].
Тетяна Яблонська написала сестрі митця: «Ще раз висловлюю Вам своє захоплення, за те що Ви зберегли роботи Вашого дивовижно талановитого брата й спромоглися влаштувати його виставку, що назавжди залишиться в пам'яті всіх, хто мав щастя її відвідати» [2].

Екслібрис Ю. Палійчука. 1940. Туш, перо
Екслібрис Н. Радзієвської. 1930. Туш, перо
Екслібрис С. Ушинського. 1940. Туш, перо
"Т.Г. Шевченко". 1929. Ліногравюра

Збереглося сім екслібрисів Конончука — викінчені твори й ескізи. Неоніла знайшла шляхи, щоб тиражувати книжкові знаки цинкографією: у Львові чотири знаки по п'ятсот примірників, потім у Києві шість — по тисячі.
До редакції «Книжного обозрения» сестра надіслала каталог й екслібриси. Там зацікавилися, зав'язалося листування. До 1500-річчя Києва московське видавництво «Книга» випустило чепурну книжечку Я. Бейлінсона «Київ і кияни в екслібрисах» (тут вміщено два знаки з доробку Конончука).
Неоніла популяризує високе мистецтво свого брата як тільки може. Сергій Конончук проілюстрував усі епізоди казки про колобка. Повний цикл ілюстрацій і навіть готова обкладинка збереглися. Сестра не раз заходила до видавництва «Веселка», і ось тираж нової книжечки, позначений 1929 роком. Тепер твори Конончука придбали п'ять музеїв України. Його ім'я включено до другого видання «Української радянської енциклопедії» — тут вміщено портрет митця і одну ілюстрацію. Стаття про нього є в четвертому томі біо-бібліографічного словника «Художники народов СССР». За цим всім невсипущий клопіт Неоніли Пилипівни, якій люблячий брат присвятив малюнок «Букет на день народження Ніли». Сергій зробив цей подарунок 30 травня 1937 року.
У червні 1980-го графік Сергій Конончук, невідомий навіть історикам мистецтва, став знаменитістю. Виставка його творів, що пролежали в архіві у родичів кілька десятиріч, відкрила першокласного майстра. Вакансія найкращого українського рисувальника тридцятих років відтепер зайнята ним, художником, який не встиг прославитися за життя. Полум'я сорок першого без сліду поглинуло Сергія Конончука, рядового Червоної Армії, 29 літ од роду.
Виставка митця у 1980 році — це справді дивовижне видовище. На відстані півсторіччя люди почали вбачати блиск молодих очей, що акумулюють, віддзеркалюють тодішні мистецькі явища. Вона відбулася 18 листопада в Київському музеї українського образотворчого мистецтва, відбувся і вернісаж, і вечір пам'яті. Призабутий початківець, чиє ім'я ще вчора нічого не говорило навіть знавцям, стає не просто відомим, а потрібним. Так, через десятиріччя непам'яті — потрібним дневі нашому, нашим сучасникам. Після Києва ця виставка поїхала до Вінниці, потім до Кременчука, до Харкова, до Львова. І скрізь вона діяла на глядачів, мов раптовий спалах.
7 травня 1986 року виставку Сергія було урочисто — якраз напередодні свята Перемоги — відкрито в Москві, у залі Спілки художників.